# Dick, Kerr Ladies F.C.
Dick, Kerr Ladies F.C. var et af de tidligst kendte kvindefodbold-hold i England. Holdet eksisterede i over 48 år, fra 1917 til 1965, spillede 833 kampe, vandt 759, uafgjort 46 og tabte 28. I løbet af de første år tiltrak kampe spillet for velgørenhed alt fra 4.000 til over 50.000 tilskuere pr. kamp. I 1920 besejrede Dick, Kerr Ladies et fransk hold 2-0 foran 25.000 mennesker, en kamp der gik over i historien som den første internationale fodboldkamp for kvinder. Holdet mødte stærk modstand fra The Football Association (FA), som forbød kvinderne at bruge baner og stadioner kontrolleret af FA-tilknyttede klubber i 50 år (reglen blev ophævet i 1971).

## Historie
Dick, Kerr Ladies F.C. blev grundlagt i Preston, Lancashire, England som et hold af kvindelige arbejdere, der under under Første Verdenskrig var ansat i firmaet Dick, Kerr & Co. De spillede i velgørenhedskampe mod lignende hold rundt om i landet og indsamlede penge til sårede soldater under og efter krigen.
Kvinderne på holdet havde sluttet sig til virksomheden i 1914 for at hjælpe med at producere ammunition til krigen. Selvom kvinder oprindeligt var blevet afskrækket fra at spille fodbold, mente man, at en sådan organiseret sportsaktivitet ville være godt for moralen i krigstidsfabrikker og ville hjælpe produktionen, så konkurrencesport blev opmuntret.
I en periode med lav produktion på fabrikken i oktober 1917 sluttede kvindelige arbejdere sig til lærlingene i fabriksgården til uformelle fodboldkampe i deres te- og frokostpauser. Efter at have slået mændene på fabrikken i et uformelt spil, dannede kvinderne i Dick, Kerr et hold under ledelse af en kontormedarbejder, Alfred Frankland.
Daily Post skrev: "Dick, Kerr var ikke længe om at vise, at de mindre end deres modstandere led af sceneskræk, og de havde en bedre forståelse af spillet generelt. Deres fremadrettede arbejde var faktisk ofte overraskende godt, en eller to af damerne viser en ganske beundringsværdig boldkontrol." Spillerne fik udbetalt 10 shilling for et spil af Dick, Kerr & Co. for at dække deres udgifter.
Kampene tiltrak et stærkt publikum fra begyndelsen; Dick, Kerr slog Arundel Coulthard Factory med 4–0 foran et publikum på 10.000 juledag 1917 i Deepdale.

## Internationale velgørenhedskampe begynder (1920)
Holdet spillede den første kvindelandskamp i 1920 mod Frankrig. Det franske hold var sammensat af spillere fra flere parisiske fodboldklubber og ledet af protektoren for kvindesport i Frankrig, Alice Milliat.
Dick, Kerr spillede i alt fire kampe i Storbritannien samme år. Den første kamp blev spillet på Deepdale, hvor holdet vandt 2-0. Den anden kamp på Stockport blev vundet af Dick, Kerr Ladies 5-2, efterfulgt af den tredje kamp i Manchester, som trak uafgjort 1-1. Finalen blev vundet af franskmændene på Stamford Bridge i London med en score på 2–1.
Dick, Kerr Ladies fortsatte med at turnere i Frankrig, hvor de spillede i Paris, Roubaix, Le Havre og til sidst Rouen, hvor de trak de tre første og vandt det sidste spil.
Den franske turné skabte enorm omtale for holdet, og på Boxing Day 1920 spillede de på Goodison Park mod St Helens Ladies, en kamp arrangeret for at rejse penge til Unemployed Ex Servicemens Distress Fund, der trak en skare på 53.000 tilskuere, en verdensrekord for kvindefodbold, der holdt i over 98 år.
Dick, Kerr Ladies F.C. spillede mod Huddersfield Atalanta Ladies F.C. på Hillsborough Stadion, Sheffield, den 6. maj 1921; et program for kampen er stadig bevaret.

## FA-forbud (1921)
Det engelske The Football Association (FA) forbød kvindefodbold på sine medlemmers baner den 5. december 1921. FA hævdede, at fodbold var uegnet til kvinder, og at donationer til velgørende formål blev misbrugt.
Beslutningen vedtaget af FA's rådgivende udvalg lød:
| Citat                | Kvinders fodboldkampe. Følgende beslutning blev vedtaget: Efter at der har været indgivet klager over, at fodbold spilles af kvinder, føler Rådet sig tvunget til at udtrykke den stærke holdning, at fodboldspillet er ganske uegnet for kvinder og ikke bør opmuntres. Der er også klaget over de forhold, hvorunder nogle af kampene er blevet arrangeret og spillet, samt tilegnelse af kvitteringer til andet end velgørende formål. Rådet er endvidere af den opfattelse, at en for stor del af indtægterne er afsat til udgifter og en utilstrækkelig procentdel afsat til velgørende formål. Af disse grunde anmoder Rådet klubberne, der tilhører foreningen, om at nægte at bruge deres baner til sådanne kampe. | Citat |
| FA Rådgivende Udvalg | |       |

FA-forbuddet stod ved magt i halvtreds år, og blev et stort tilbageslag for kvindefodbold i England. De fodboldanlæg, som FA havde kontrol over, var de eneste, der havde tilstrækkelig kapacitet til at imødekomme efterspørgslen fra kvindernes spil i begyndelsen af 1920'erne. På grund af forbuddet blev kvindernes spil henvist til mindre anlæg med færre ressourcer og eksponering. Først i juli 1971 tillod FA endelig kvindefodbold, 50 efter at organisationen havde forbudt kvindefodbold og seks år efter at Dick, Kerr's Ladies var opløst. Det senere Preston North End W.F.C., nu Fylde Ladies F.C., er ikke relateret til dette hold.
Kvindefodbold i England blev efterladt af sig selv indtil 1993, hvor FA overtog spillets administration og finansiering.